# USS Chauncey (DD-3)
USS Chauncey (DD-3) (původním značením Destroyer No. 3) byl torpédoborec třídy Bainbridge sloužící u Námořnictva Spojených států amerických. Byl pojmenován po komodoru Isaacovi Chaunceym.

## Konstrukce
Loď byla stavěna loděnicí Neafie and Levy Ship and Engine Building Company ve Filadelfii. Spuštěna na vodu byla 26. října 1901, její patronkou se stala M. C. S. Toddová. Dne 20. listopadu 1902 byla uvedena do omezené služby, od 2. prosince 1902 byla v rezervě a plného vstupu do služby se dočkala 21. února 1903 pod velením poručíka Stanforda Elwooda Mosese.

## Služba

### Před první světovou válkou
Chauncey byl přiřazen k Pobřežní eskadře, kde působil do 20. září 1903. Poté byl převelen k Asijskému loďstvu, Key West opustil 18. prosince. Místem určení byl filipínský přístav Cavite. Během zimy patroloval kolem Filipín a během léta kolem čínského pobřeží. Zde sloužil až do srpna 1917, vyjma jednoho období mimo službu (3. prosinec 1905 až 12. leden 1907).

### První světová válka
Po vstupu Spojených států amerických do první světové války opustil Chauncey 1. srpna 1917 Filipíny a dorazil do francouzského St. Nazaire. Zde se podílel na doprovodu konvojů. Dne 19. listopadu 1917 asi 180 kilometrů západně od Gibraltaru se srazil s jednou lodí konvoje, britskou obchodní lodí SS Rose. V 03:17 se potopil a spolu s ním 21 mužů posádky včetně kapitána Waltera E. Rena. 70 přeživších bylo zachráněno Rose.